# Ropica theresae
Ropica theresae är en skalbaggsart som beskrevs av Maurice Pic 1944. Ropica theresae ingår i släktet Ropica och familjen långhorningar. Inga underarter finns listade i Catalogue of Life.